# روبيان قامط
الروبيان القامط هي مجموعة من القشريات ذات الصدفتين التي تشبه الرخويات ذات الصدفتين غير المرتبطين بها. وهي موجودة ومعروفة أيضًا من السجل الأحفوري، على الأقل من العصر الديفوني وربما قبل ذلك. صُنفت في الأصل في الرتبةالسابقة Conchostraca، والذي ثبت لاحقًا أنه شبه عرق وتم إدراجه في الرتبة الفائقة مضاعفات الدرقة. يشكل الروبيان القامط الآن ثلاثة من سبعة رتب في مضاعفات الدرقة وCyclestherida و Laevicaudata وشوكيات الذيل، بالإضافة إلى فصيلة Leaiidae المتحجرة

## روابط خارجية
- Introduction to the Branchiopoda

.